# Liste der Kulturgüter in Schönengrund
Die Liste der Kulturgüter in Schönengrund enthält alle Objekte in der Gemeinde Schönengrund im Kanton Appenzell Ausserrhoden, die gemäss der Haager Konvention zum Schutz von Kulturgut bei bewaffneten Konflikten, dem Bundesgesetz vom 20. Juni 2014 über den Schutz der Kulturgüter bei bewaffneten Konflikten sowie der Verordnung vom 29. Oktober 2014 über den Schutz der Kulturgüter bei bewaffneten Konflikten unter Schutz stehen.
Objekte der Kategorie A sind im Gemeindegebiet nicht ausgewiesen, Objekte der Kategorie B sind vollständig in der Liste enthalten, Objekte der Kategorie C fehlen zurzeit (Stand: 13. Oktober 2021). Unter übrige Baudenkmäler sind zusätzliche Objekte zu finden, die gemäss Angaben des kantonalen Denkmalschutzes als kommunale Kulturobjekte eingestuft wurden und nicht bereits in der Liste der Kulturgüter enthalten sind.

## Kulturgüter
| Foto |                                                                  | Objekt                                | Kat. | Typ | Standort                                | Beschreibung |
| ---- | ---------------------------------------------------------------- | ------------------------------------- | ---- | --- | --------------------------------------- | --- |
| ja   | Datei hochladen · Wikidata zu Reformierte Kirche (Q29651116)     | Reformierte Kirche KGS-Nr.: 00483     | B    | G   | Dorf 1 735124 / 243195                  | Reformierte Kirche, 1720 von Laurenz Koller und David Jeger; barocker Taufstein datiert 1720 von Koller. Turmerhöhung 1884. Innenrenovation 1909 durch Curjel & Maser und Otto Schaefer; Aussenrenovation 1955-1956. Im Dorfkern einige ursprüngliche Häusergruppen (Spulergasse). |
| ja   | Datei hochladen · Wikidata zu Ehemaliges Bad Bruggli (Q29651113) | Ehemaliges Bad Bruggli KGS-Nr.: 00484 | B    | G   | Bruggli 111, 250, 357.1 735247 / 242011 | Nordwestwärts gerichtetes Wohngiebelhaus mit angebautem Stall mit Webkeller und fünf Geschossen. |
| ja   | Datei hochladen · Wikidata zu Bauernhaus (Q29651109)             | Bauernhaus KGS-Nr.: 11498             | B    | G   | Blatten 165 736170 / 243389             | |
| ja   | Datei hochladen · Wikidata zu Bauernhaus (Q29651110)             | Bauernhaus KGS-Nr.: 11414             | B    | G   | Scheibe 156 735811 / 243199             | |

## Übrige Baudenkmäler
| ID | Foto |                 | Objekt      | Typ | Standort                    | Beschreibung |
| -- | ---- | --------------- | ----------- | --- | --------------------------- | ------------ |
| 2  | BW   | Datei hochladen | Haus        | G   | Dorf 2 735088 / 243200      |              |
| 16 | BW   | Datei hochladen | Haus        | G   | Dorf 16 735124 / 243507     |              |
| 39 | BW   | Datei hochladen | Haus        | G   | Dorf 39 735076 / 243194     |              |
| 43 | BW   | Datei hochladen | Häuserzeile | G   | Oberdorf 43 735106 / 243151 |              |
| 44 | BW   | Datei hochladen | Häuserzeile | G   | Oberdorf 44 735096 / 243144 |              |
| 45 | BW   | Datei hochladen | Häuserzeile | G   | Oberdorf 45 735091 / 243138 |              |
| 46 | BW   | Datei hochladen | Häuserzeile | G   | Oberdorf 46 735085 / 243130 |              |
| 50 | BW   | Datei hochladen | Haus        | G   | Oberdorf 50 735155 / 243176 |              |
| 51 | BW   | Datei hochladen | Haus        | G   | Oberdorf 51 735164 / 243197 |              |
| 60 | BW   | Datei hochladen | Haus        | G   | Oberdorf 60 735144 / 243099 |              |

Legende: Siehe Legende der Liste der Kulturgüter von nationaler und regionaler Bedeutung. Anstelle der KGS-Nummer wird als Objekt-Identifikator (ID) die Gebäudenummer der kantonalen Denkmalpflege angegeben.